# Archie Shepp

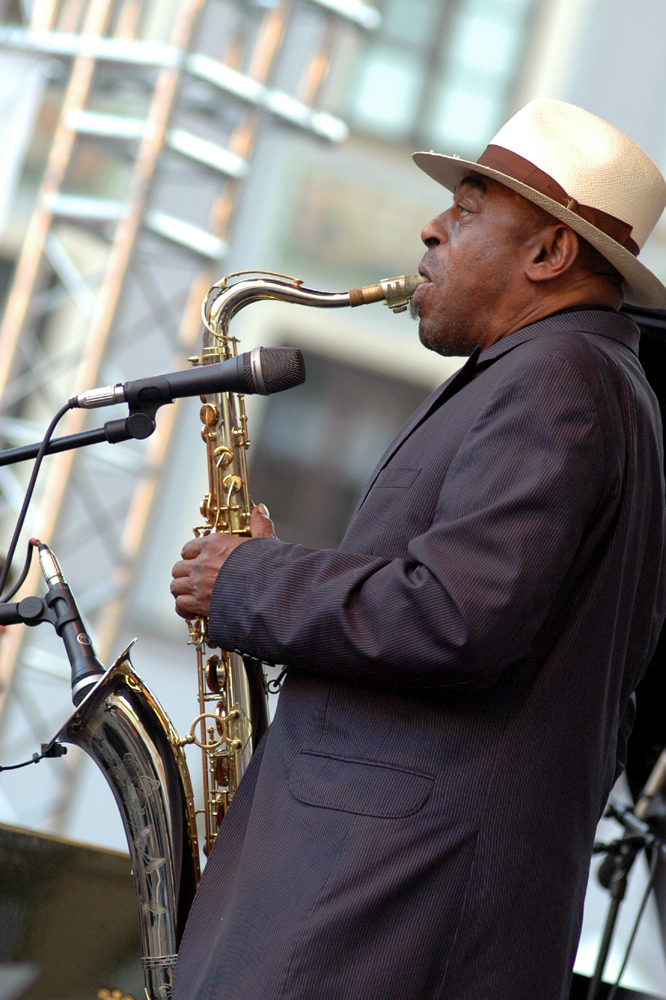
Foto del 2008

Archie Shepp (n. Fort Lauderdale, Florida, 24 de mayo de 1937) es un músico estadounidense de jazz, saxofonista tenor y soprano; también toca el alto.

## Trayectoria
Archie Shepp nació en Fort Lauderdale, Florida, hijo de un banjoísta, pero creció en Filadelfia (Pensilvania), donde estudió piano, clarinete y saxo alto, antes de centrarse en el saxo tenor (aunque en ocasiones toca el saxo soprano). Es conocido especialmente por su música apasionadamente afrocéntrica de finales de los sesenta, con un fuerte compromiso con la denuncia de las injusticias sufridas por la raza negra. 
A finales de los años 50 tocó en un grupo de rhythm and blues con el trompetista Lee Morgan y el saxofonista Kenny Rogers. Estudió derecho y arte dramático, donde se diploma. En 1960, conoció al pianista Cecil Taylor, entrando en su grupo, con quien grabó entre 1960 y 1961.
En 1962 tocó con Bill Dixon, con quien grabaría su primer disco a su nombre, Archie Shepp-Bill Dixon Quartet (Savoy Records, 1962), y ello le sirvió de experiencia para formar el New York Contemporary Five, quinteto donde estaban, además de Archie Shepp, Don Cherry, Don Moore, J. C. Moses y John Tchicai. En aquel periodo empieza a componer y escribe temas relacionados con la situación política y social de su raza.
En aquel periodo destacan sus cinco discos grabados en 1963. En 1964, después de una breve gira por Europa, Archie Shepp, reconstruyó su quinteto. Después colaboró con John Coltrane en el nacimiento del álbum Ascension (Impulse!, 1965), junto con Freddie Hubbard, Marion Brown, Pharoah Sanders, McCoy Tyner, Elvin Jones y Jimmy Garrison. A continuación formó parte de la Jazz Composer's Orchestra, junto con otras figuras de la vanguardia jazzística, como Mike Mantler, Cecil Taylor, Sun Ra, Carla Bley, Paul Bley y Roswell Rudd. En 1965 graba su obra maestra, el álbum Fire Music (Impulse!, 1965), de gran originalidad, sobre todo en sus variados solos. Algunas de sus composiciones estaban dedicadas a las figuras del movimiento Black Power, como Malcom, Malcom, semper Malcom, una reelaboración del funeral en memoria del líder negro asesinado poco antes de la grabación del disco. Por otro lado, Fire Music está lleno de composiciones de Coltrane y algunos de los temas tienen inspiración en la problemática social, como Los olvidados, un homenaje a la película de Luis Buñuel de 1950, donde destaca la voz solista de Marion Brown. 
En 1967, el quinteto de Archie Shepp viajó a Europa de nuevo, y graba su disco The Way Ahead (Impulse!, 1968). The Way Ahead fue un punto de inflexión en su carrera profesional. Shepp contó para la grabación con Ron Carter al bajo, Grachan Mocur III al trombón, Jimmy Owens a la trompeta, Roy Haynes a la batería y Walter Davis Jr al piano. Es un disco vitalista, menos free que sus trabajos anteriores y más arraigado en la tradición de la música negra, mostrando influencias de gospel y blues.
Después grabó dos álbumes a dúo con el pianista Horace Parlan, Going Home y, en 1980, Trouble in Mind. En ellos Archie desarrolla una música experimental muy creativa.
En los años setenta alterna los conciertos y la docencia, dando clases de historia del jazz en la Universidad de Massachusetts, en Ahmherst. Graba con Jeanne Lee, Chet Baker y Max Roach y forma la Attica Blues Big Band, con la que graba y lanza en 1972 Attica Blues, que está inspirado en el motín de la prisión de Attica (NY) de finales de 1971, que formó parte de una oleada de motines carcelarios iniciados en la prisión de San Quintín (California), donde fue tiroteado el líder de los Black Panthers George Jackson, y que en el caso de Attica terminó por convertirse en una masacre de presos y rehenes. En la segunda mitad de los 70 vuelve musicalmente a la tradición, pero conservando una gran intensidad y su peculiar sonido.
Las bandas que ha liderado han incluido a músicos como Charlie Haden, Ron Carter, Lars Gullin, Tete Montoliu, Niels-Henning Orsted Pedersen, Cedar Walton, Bernard Purdie, Wilton Felder, Hank Mobley, Harold Mabern, Cornell Dupree, Bobby Hutcherson y Grachan Moncur III.
En la década de los 80, formó varios dúos con Niels-Henning Orsted Pedersen y Max Roach, entre otros.
Desde su jubilación como docente, en 2002, y como líder, continúa como instrumentista acompañante de sus colegas, y con nuevos talentos, a quienes produce desde su sello Archieball Records.
Su técnica integra diversos elementos heredados de los maestros del saxo tenor desde Webster a su mentor Coltrane, pero de acuerdo con su propia personalidad. Su trabajo con los estándares y con sus propias composiciones es siempre original. En este sentido se le puede comparar a Sonny Rollins. Fue uno de los principales creadores e impulsores del free jazz. Dotado de profundos conocimientos musicales y comprometido políticamente con el movimiento Black Power, Archie Shepp empleó su música como altavoz de ese movimiento político.

## Discografía

### Como líder
- 1963 Vinilo; Archie Shepp in Europe/Vol. 1 With the New York Contemporary 5; Delmark; DS-9409
- 1964 (1964) Vinilo; Four for Trane; Impulse!; A-71
- 1972 (1965) Vinilo; Fire Music; Impulse!; A-86
- 1965 (1965) Vinilo; On This Night; Impulse!; A-97
- 1978 (1965) Vinilo; The Dedication Series/Vol. XVII Further Fire Music; Impulse!; IA-9357/2
- 1991 (1965) CD; Archie Shepp & John Coltrane/New Thing at Newport; Impulse!; GRD-105
- 1972 (1966) Vinilo; Three for a Quarter, One for a Dime; Impulse!; (ABC); AS-9162
- 1966 Vinilo; Mama Too Tight; Impulse!; A-9134
- 1972 (1967) Vinilo; Life at the Donaueschingen Music Festival; BASF Systems; 20651
- 1991 (1967) CD; The Magic of Ju-Ju; Impulse!; (GRP); MVCI-23036
- 1991 (1967) CD; Freedom; JMY; JMY 1007-2
- 1968 Vinilo; The Way Ahead; Impulse!; (ABC); A-9170
- 1980 (1969) Vinilo; Blasé; Affinity; FA 1
- 1981 (1969) Vinilo; Live at the Pan African Festival; Affinity; FA 19
- 1990 (1969) CD; Yasmina / Poem for Malcolm; Affinity; AFF 771
- 1969 Vinilo; Black Gypsy; Prestige; PRST-10034
- 1976 (196?) Vinilo; Doodliní; Inner City; IC 1001
- 1974 (1968-9) Vinilo; Kwanza; Impulse!; (ABC); AS-9262
- 1973 (1970) Vinilo; Coral Rock; Prestige; 10066
- 1971 (1971) Vinilo; Things Have Got to Change; Impulse!; AS-9212
- 1972 (1972) Vinilo; Attica Blues; Impulse!; (ABC); AS-9222
- 1975 (1975) Vinilo; A Sea of Faces with Bunny Foy; Black Saint; BSR/0002
- 1975 (1975) Vinilo; There is a Trumpet in My Soul; Arista;AL 1016
- 1976 (1975) Vinilo; Montreux One; Arista; AL 1027
- 1976 (1975) Vinilo; Montreux Two; Arista; AL 1034
- 1989 (1975) CD; Stream (sic) (Montreux 1975); Jazz Hour With; JHR 73520
- 1975 (1975) Vinilo; Jazz A Confronto; HORO; HLL 101-27
- 1987 (1976) CD; Steam; enja; CD 2076
- 1976 (1976) Vinilo; Steam; Inner City; 3002
- 1977 (1976) Vinilo; Force with Max Roach; Base Records; UNI 28976
- 1990 (1977) CD; Ballads for Trane; Denon; DC-8570
- 1994 (1977) CD; The Rising Sun Collection; Just a Memory; RSCD 0005
- 1992 (1977) CD; Parisian Concert, Volume 2; EPM;151942; (IMPRO 03)
- 1984 (1977) CD; On Green Dolphin Street; Denon;38C38-7262
- 1985 (1977) CD; Goin' Home; SteepleChase; SCCD-31079
- 1982 (1978) CD; Archie Shepp & Dollar Brand - Duet; Denon; C38-7008
- 1989 (1978) CD; Lady Bird; Denon;DC-8546
- 1997 (1978) CD; Archie Shepp Quartet: Live in Tokyo; Denon; COCY-80753
- 1992 (1978) CD; Perfect Passions (Live in Warszaw); WestWind; 2082
- 1986 (1978) Vinilo; Devil Blues featuring George Adams; Cricle Records; RK 7884/33
- 1993 (1979) CD; Live at the Totem Vol. 1; EPM; 152172 (Marge 08)
- 1993 (1979) CD; Live at the Totem Vol. 2; EPM; 152202 (Marge 16)
- 1980 (1979) Vinilo; The Long March with Max Roach; hat Hut; THIRTEEN (2R13)
- 1980 (1979) Vinilo; Attica Blues Big Band Live at the Palais des Glaces; Blue Marge; 1001
- 1981 (1980) Vinilo; Looking at Bird; SteepleChase; SCS-1149
- 1980 (1980) CD; Trouble in Mind; SteepleChase; SCCD -31139
- 1981 CD; Passport to Paradise; Impro/West Wind; WW2002CD
- 1981 (1981) Vinilo; I Know About the Life; Sackville; 3026
- 1982 (1982) Vinilo; Soul Song; enja; 4050
- 1982 (1982) Vinilo; Mama Rose; SteepleChase; SCS-1169
- 1984 (1984) Vinilo; The Good Life; Varrick; VR005
- 1984 (1984) Vinilo; Down Home New York; Soul Note; SN 1102
- 1986 (1985) Vinilo; Little Red Moon; Soul Note; SN 1112
- 1987 (1985) Vinilo; Live "On Broadway" - California Meeting; Soul Note; SN 1122
- 1987 (1987) CD; Archie Shepp - Horace Parlan Duo: Reunion; bellaphon International; CDLR 45003
- 1987 (1987) CD; The Fifth of May; L+R Records; LR CD-5004
- 1987 (1987) CD; Archie Shepp & Abbey Lincoln Painted Lady; ITM; ITM 1422
- 1987 (1987) CD; Splashes; L+R Records; LR45005
- 1989 (1988) Vinilo; Loverman featuring Annette Lowman; Timeless; SJP 287
- 1988 (1988) CD; Archie Shepp & Chet Baker - In Memory of; Bellaphon; CDLR 45006
- 1989 (1989) CD; en Concert a Banlieues Bleues with Chris McGregor and the Brotherhood of Breath; 52e Rue Est; RECD 017
- 1992 (1992) CD; Black Ballads; Timeless Records; SJP 386
- 1993 (1963) CD; The House I Live In; SteepleChase; SCCD 36013
- 1997 (1996) CD; Live in Paris; Arcade; ARC 331
- 1999 (1998) CD; St. Louis Blues; PAO; 10430
- 1999 (1999) CD; Archie Shepp meets Kahil El'Zabar's Ritual Trio: Conversations; Delmark; DE-514
- 2000 (1999) CD; Jean-Paul Bourelly with Archie Shepp & Henry Threadgill: Boom Bop; PAO;10640
- 2001 (2000) CD; Roswell Rudd & Archie Shepp Live in New York; Emarcy; 013 482-2
- 2001 Hungarian Bebop; con el Mihály Dresch Quartet; BMC
- 2003 Deja Vu; Venus
- 2007 Gemini
- 2009 Phat Jam in Milano; Dawn of Freedom

### Antologías
- 1978 (1961) Vinilo; The Dedication Series/Vol.VIII The New Breed; ABC Records; A-9339/2
- 1979 (1964) Vinilo; New Music: Second Wave;Savoy (Arista); Savoy 2235
- 1979 Vinilo; Invitation to Denon/PCM Digital Jazz; Denon; ST-6008

### Con John Coltrane
- 1980 (1965) Vinilo; Ascension; Impulse!; (MCA) 29020
- 1992 (1965) CD; The Major Works: Ascension, Om, Kulu Sé Mama, Selflessness; Impulse! (GRP);GRD-2-113

### Con Johnny Copeland
- 1983 (1983) Vinilo; Texas Twister; Rounder Records; 2040

### Con Material
- 1982 (1982) Vinilo; One Down; Celluloid; CEL 541 003

### Con Art Matthews
- 1979 (1978) Vinilo; Easy to Remember; Matra Records; MA1001

### Con Stephen McCraven
- 1995 (1994) CD; Song of the Forest Boogaraboo Featuring Archie Shepp; World McC Music; WMM-9505
- 1997 (1996) CD; Bosco, featuring A. Shepp & A. Blythe; EFMIC Records; FMC-9706

### Con Cecil Taylor
- 1981 (1960) Vinilo; The World of Cecil Taylor; Jazz Man Records;JAZ 5026
- 1989 (1960) CD; The Complete Candid Recordings of Cecil Taylor and Buell Neidlinger; Mosaic;127

### Con Siegfried Kessler Trio
- 1993 (1979) CD; Siegfried Kessler Trio featuring Archie Shepp: Invitation; Impro; 152092 04
- 2004 CD; First Take

### Con Frank Zappa
- 1991 You Can't Do That on Stage Anymore, Vol. 4

### Con Joachim Kühn
- 2011 CD; Wo!man

### Con Dar Gnawa
- 2005 CD; Kindred Spirits Vol. 1

### Con Mal Waldron
- 2002 CD; Left Alone Revisited; Enja

## Filmografía
- 1984; Archie Shepp: I Am Jazz... It's My Life, dirigido por Frank Cassenti